# Bernardim Ribeiro

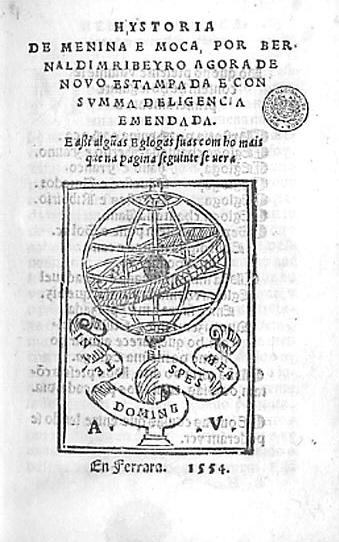
Hystoria de menina e moça

Bernardim Ribeiro (n. 1482, Portugalia, Torrão — d. octombrie 1552, Lisabona) a fost un scriitor renascentist portughez.

## Viața și opera
Autor al unor poezii bucolice și al unui roman, care au fost tipărite postum, în 1554, Bernardim a cultivat genul virgilian și italian al eglogei, gen cunoscut în Portugalia datorită lui Sá de Miranda. În general, ca limbaj, teme, prezentare a personajelor și evocare, adesea realistă, a vieții rustice, de o ingenuitate aparentă, poezia lui Bernardim îmbracă o formă populară spre deosebire de forma versificată elaborată și de limbajul prețios pe care-l foloseau poeții în saloane pentru a le curta pe doamne.
Pentru Bernardim, dragostea este întotdeauna o neîmplinire, iar dorințele tot atâte etape ale unei călătorii fără de sfârșit: aspirația sa este însăși viața, iar țelul spre care omul tinde umblând „din speranță în speranță” este un ideal de neatins. Cuvântul saudade („dor” în română), pe care Bernardim știe să-l folosească într-o manieră foarte personală, definește admirabil această neîmplinire, această căutare. Livro das Saudades (Cartea dorului) este numele sub care a fost cunoscut o vreme romanul, neterminat, numit și O Livro da Menina e Moça.